# Abdiweli Mohamed Ali
Abdiweli Mohamed Ali (somali : Cabdiweli Maxamed Cali, arabe : عبدويلي محمد علي), né le 19 juillet 1965 est un homme d'État et économiste somalien, Premier ministre  du 19 juin 2011 au 17 octobre 2012.
De 2014 à 2019, il est le président de la région autonome du Puntland.